# Ha Seok-ju
Dans ce nom coréen, le nom de famille, Ha, précède le nom personnel.
Ha Seok-ju (하석주) est un footballeur sud-coréen, devenu entraîneur, né le 20 février 1968, dans le district de Hamyang (Gyeongsang du Sud).

## Biographie
En tant que milieu de terrain, il fut international sud-coréen à 95 reprises (1991-2001) pour 23 buts.
Il participa à la Coupe du monde de football de 1994, aux États-Unis. Il participa à deux matchs en tant que remplaçant (Bolivie et Espagne). La Corée du Sud sera éliminée dès le 1er tour.
En 1996, il participa aux Jeux olympiques 1996 et à la Coupe d'Asie 1996. Il fut titulaire dans tous les matchs de ces deux compétitions, sans marquer le moindre but. Dans le premier, il est éliminé dès le 1er tour (Italie, Mexique et Ghana), alors que dans le second, la Corée du Sud est éliminée en quarts par l'Iran.
À la Coupe du monde de football de 1998, en France, il fut titulaire contre le Mexique. Il est le premier buteur sud-coréen dans cette édition, but à la 28e minute. Mais deux minutes plus tard, il se prend un carton rouge, ratant le match contre les Pays-Bas. Il fut aussi titulaire contre la Belgique, sans marquer de but.
Il participa à la Coupe d'Asie 2000 (deux fois remplaçant contre le Koweït et l'Iran) et à la Coupe des confédérations 2001 (un seul match contre la France en tant que remplaçant). Il obtient la troisième place à la Coupe d'Asie 2000.
En clubs, il joua dans des clubs sud-coréens (Busan Daewoo Royals et Pohang Steelers) et japonais (Cerezo Osaka et Vissel Kobe). Il ne gagna rien au Japon mais remporta 2 K-League en 1991 et 1997 et une Coupe de la ligue sud-coréenne en 1997.
Il fut entraîneur des Pohang Steelers, du Gyeongnam FC et actuellement de Chunnam Dragons.

## Palmarès
- Championnat de Corée du Sud de football
  - Champion en 1991 et 1997
- Coupe de la ligue sud-coréenne
  - Vainqueur en 1997
- Coupe de Corée du Sud de football
  - Finaliste en 2002
- Coupe d'Asie des nations de football
  - Troisième en 2000